# Candice Parise
Candice Parise est une chanteuse et comédienne française. Ayant des influences musicales dans le jazz, la pop, la musique country et folk, elle s'illustre principalement dans les comédies musicales.

## Biographie

### Formation et débuts
Candice Parise fait sa scolarité au collège Jean Moulin de Croissy-sur-Seine, où, dès le plus jeune âge, elle suit les cours de flûte à bec, à l'American School of Paris puis au lycée international de Saint-Germain-en-Laye. Elle pratique la technique vocale avec Angie Cazaux-Berthias, se forme au jazz au CIM, à la comédie au Studio Muller et à la Franco-Américaine de Cinéma et de Théâtre puis à la comédie musicale à la London School of Musical Theater.
En 2006, elle postule, parmi 5 000 candidats, pour représenter la France au Concours Eurovision de la chanson. Elle remporte tout d'abord l'une des demi-finales régionales, devenant la représentante de Paris/Île-de-France/Centre, ce qui lui permet de se qualifier parmi les 21 candidats de la finale nationale du 14 mars. Lors de cette émission intitulée Eurovision 2006 : Et si c'était vous ? en direct sur France 3, elle terminera dans les dix premiers.

### Carrière
Elle fonde son groupe de jazz Le Parise' Jazz Quintet et devient la chanteuse du groupe Rive Droite Rive Gauche jazz band avec qui elle édite trois albums et remporte plusieurs prix au Megève Jazz Contest,,.
En 2009, Candice Parise intègre la London School of Musical Theatre (en). Après son diplôme, elle joue dans plusieurs comédies musicales en Europe et Asie en français et en anglais, où elle tiendra les rôles principaux : Hair, Notre-Dame de Paris, Roméo et Juliette, Les Misérables, Holiday on Ice, Le Magicien d'Oz ,,.
En 2016, Candice fonde avec Manuel Julvez et Jean-Michel Peyrot le groupe de country-folk américain The Lady's Country Angels/The LCA's. Le groupe se produit en juillet 2016 sur la scène du Festival Country Rendez-Vous à Craponne-sur-Arzon. Ils seront en première partie du groupe ZZ Top en juillet 2017.
En 2017, elle participe à la sixième saison de The Voice, sur TF1, au sein de l'équipe de Florent Pagny. 
Elle intègre également de nouvelles aventures telles Disney en Concert Philharmonique au Palais 12 en Belgique, devient guest au sein des tournées françaises du groupe américain Postmodern Jukebox avec lequel elle foule, depuis 2017 et encore aujourd'hui, les plus grandes scènes françaises comme l'Olympia, la Salle Pleyel…[réf. nécessaire].
Candice Parise est ambassadrice de l'association AuditionSolidarité et représente la France aux galas mondiaux de l'UNICEF.
Travaillant avec l'orchestre des sapeurs-pompiers de Paris, sous la direction du sergent-chef Julien Voisin, depuis début 2018, Candice devient leur chanteuse officielle pour tous types de projets et hommages. 
Depuis 2019, Candice est la chanteuse du spectacle Les Folies Gruss à Paris et à Béziers, accompagnée d'un orchestre de sept musiciens, lui permettant d'allier sa passion pour le chant et celle des chevaux.
Le 14 juillet 2022, Candice Parise interprète notamment, lors du défilé de la fête nationale, une chanson intitulée F.R.A.N.C.E et La Marseillaise.

## Comédies musicales
- 2003 : West Side Story de Leonard Bernstein et Stephen Sondheim, mise en scène de Ron Schaeffer - French Woods Festival of the Performing Arts (en), Hancock
- 2003 : On passe dans trois jours de Sacha Guitry, mise en scène de J. Léonhardt - Rocquencourt : Fanny Talmont
- 2004 : Promesses, Creation Ondines/Teixeira - Versailles
- 2004 : Huit femmes d'après François Ozon, E. Favre - Versailles : Augustine
- 2004 : This fate's whore de J.Amara Ross - Paris
- 2010 : Mr Christmas de Charles Miller et Kevin Hammonds - UK Première
- 2010 : City of Angels (en) de Cy Coleman et David Zippel, mise en scène de Graham Hubbard - Londres : Priscilla
- 2010 : Les Misérables de Claude-Michel Schönberg et Alain Boublil, mise en scène Adrian Sarple - Londres : Fantine (workshop)
- 2010-2011 : Hair de Galt MacDermot, Gerome Ragni et James Rado, mise en scène de Sylvain Meyniac - Paris, tournée : Crissy
- 2011-2012 : Notre-Dame de Paris de Richard Cocciante et Luc Plamondon, mise en scène de Gilles Maheu - Chine, Corée : Esmeralda
- 2012-2013 : Roméo et Juliette, de la haine à l'amour de Gérard Presgurvic – Japon, Chine : Juliette
- 2013-2014 : Songs for a New World (en) de Jason Robert Brown, mise en scène de Frédérique Lelaure – Paris
- 2014-2015 : Piano-Plage, mise en scène de Nathalie Stas – Palais des sports de Paris, Belgique : Mi
- 2014-2015 : Le Magicien d'Oz de Andrew Lloyd Webber, mise en scène de Jeremy Sams - Palais des congrès de Paris, tournée : Dorothy
- 2016 : Holiday on Ice - Believe, mise en scène de Christopher Dean - Zénith de Paris, tournée : Clarissa (chanteuse lead)
- 2017 : Disney in Concert - (Philharmonic Orchestra) Palais 12 - Bruxelles, Belgique : Soloist
- 2018 : Seconde Chance, pièce de théâtre musicale de Franck Buirod, mise en scène de Pascal Bendavid - Théâtre du Funambule Montmartre, Paris : Candice
- 2019-2020 : Les Folies Gruss, spectacle musical avec 7 musiciens live / art équestre - mise en scène de Stéphan Gruss - Cirque Alexis Gruss, Paris - Candice (chanteuse lead)
- 2020-2022 : Les Folies Gruss (nouveau show), spectacle musical avec 7 musiciens live / art équestre - mise en scène de Stéphan Gruss (assistant à la mise en scène Grégory Antoine) - Cirque Alexis Gruss, Paris - Candice (chanteuse lead)

## Discographie

### Albums
- 2011 : La Belle vie par Rive Droite Rive Gauche Swing Band
- 2013 : Swingin from Paris to Chicago par Rive Droite Rive Gauche Swing Band
- 2015 : A Saint-Germain-des-Prés Rive Droite Rive Gauche Swing Band
- 2016 : The LCA's par The Lady's Country Angels

## Distinctions
- Megève Jazz Contest 2009 : People's choice award with the band Rive Droite Rive Gauche
- Megève Jazz Contest 2011 : People's choice award with the band Rive Droite Rive Gauche
- Megève Jazz Contest 2013 : People's choice award with the band Rive Droite Rive Gauche